# Anthony Babington
Anthony Babington (Derbyshire, 3 de novembro de 1561 – Londres, 20 de setembro de 1586) foi um cavalheiro inglês condenado por planejar o assassinato de Elizabeth I da Inglaterra e conspirar com a presa Mary, Rainha dos Escoceses, pela qual foi enforcado, arrastado e esquartejado. A "Conspiração de Babington" e o envolvimento de Mary nela foram a base das acusações de traição contra ela que levaram à sua execução. Ele era um membro da família Babington.

## Biografia
Nascido em uma família nobre de Sir Henry Babington e Mary Darcy, neta de Thomas Darcy, 1º Barão Darcy de Darcy, em Dethick Manor em Dethick, Derbyshire, Inglaterra, ele era seu terceiro filho. Seu pai morreu em 1571, quando Anthony tinha nove anos, e sua mãe se casou com Henry Foljambe. Anthony estava sob a tutela de sua mãe, seu segundo marido, Henry Foljambe, e Philip Draycot de Paynsley Hall, Cresswell, Staffordshire, seu futuro sogro. Embora publicamente protestante, a família permaneceu católica.
Babington trabalhava como pajem na casa do conde de Shrewsbury. O conde era nessa época o carcereiro de Mary, Rainha dos Escoceses e é provável que tenha sido nessa época que Babington se tornou um defensor da causa de Mary para ascender ao trono da Inglaterra. Em 1579, ele se casou com Margery Draycot. Ele nunca foi nomeado cavaleiro, a julgar pelo fato de não estar listado nos Cavaleiros da Inglaterra.
Por volta de 1580, enquanto viajava pelo continente, ele conheceu o arqui-conspirador Thomas Morgan, que o convenceu a enviar cartas para Mary enquanto ela ainda estava sendo mantida por seu ex-mestre, o conde de Shrewsbury. Ele também ajudou o movimento de padres católicas, mas em 1586, com Mary removida para o regime mais severo de Tutbury e o consequente fechamento das comunicações com ela, o papel de Babington como mensageiro chegou ao fim. Duas vezes no início de 1586 ele recebeu cartas da França, destinadas a Mary, mas em cada caso ele se recusou a "lidar mais com esses assuntos". Nessa época, ele estava pensando em deixar a Inglaterra permanentemente e estava tentando obter um passaporte junto com seu amigo galês, Thomas Salisbury. Ele foi apresentado a Robert Poley, um homem com bons contatos políticos, com o objetivo de obter uma 'licença' para ir à França. Poley, desconhecido de Babington, era um agente de Francis Walsingham, o Secretário de Estado, e estava sob ordens de se infiltrar em círculos católicos conhecidos. Ele provavelmente falhou intencionalmente em obter um passaporte para Babington e, em vez disso, o convenceu de que ele, Poley, era um simpatizante católico e confiável. Foi a confiança equivocada de Babington e, possivelmente, até o amor por Poley que foi um grande fator contribuinte para sua eventual queda.
Durante o reinado de Elizabeth, sua corte estava particularmente preocupada com a perspectiva de Mary Stuart subir ao trono. Foi uma época de grande tensão religiosa. O Massacre da noite de São Bartolomeu serviu para aumentar a percepção do resultado que um retorno ao catolicismo romano poderia apresentar. As forças de segurança da rainha, lideradas por Sir Francis Walsingham, com seus espiões implacáveis e astutos como Poley, eram mais do que eficazes em seu trabalho. Durante uma das investigações de Walsingham, um suspeito subversivo chamado Gilbert Gifford foi preso e interrogado. Para evitar punições, Gifford concordou em atuar como agente duplo. Ele fez contato com a Embaixada da França em Londres e organizou o contrabando de cartas de Mary Stuart para seus seguidores. Isso deveria ser alcançado através do uso de barris de cerveja. Gifford garantiu que Walsingham tivesse acesso a essas comunicações, o que revelou os pedidos de Mary aos franceses e espanhóis para que eles interviessem em seu nome.
Em 6 de julho de 1586, Babington escreveu a Mary Stuart, dizendo-lhe que ele e um grupo de amigos planejavam assassinar Elizabeth, a quem ela (a rainha dos escoceses) sucederia. Os defensores de Babington (e de Mary Stuart) afirmam que no século XVI se sustentava que a matança de "tiranos" era moralmente aceitável.  Babington decidiu escrever a Mary para pedir sua autorização, que ele acreditava que ela poderia fornecer como pretendente legítima ao trono. (Os católicos acreditavam que a reivindicação de Elizabeth ao trono era nula por ela ser filha de Ana Bolena, cujo casamento com Henrique VIII eles consideravam ilegal devido ao divórcio de Henrique VIII de sua primeira esposa, Catarina de Aragão.)
Mary respondeu a Babington, na qual enfatizou a necessidade de ajuda externa para que a tentativa de resgate fosse bem-sucedida.  No entanto, ela deixou a questão do assassinato para a consciência de Babington.
Nesse ínterim, o crescente envolvimento de Babington com a trama estava sendo relatado a Walsingham, por Poley, que a essa altura tinha muita confiança em Babington, apesar de ter sido pego por ele copiando algumas das cartas de Mary.  Quando Walsingham e seus funcionários reuniram evidências suficientes, Babington e sua tripulação foram presos. Babington estava na Torre de Londres em 3 de setembro, quando Burghley ordenou que seus bens e papéis em Dethick fossem apreendidos. A casa estava quase vazia, exceto por suas duas irmãs, Madeleine e Ellen, e sua filha de dois anos. Sua esposa havia fugido.

## Morte
Babington (24 anos) e seus treze conspiradores foram condenados por alta traição e sentenciados a serem enforcados, arrastados e esquartejados. Sua oferta a Elizabeth de £ 1 000 por seu perdão foi rejeitada, e a execução dos sete primeiros (incluindo Babington, John Ballard e Chidiock Tichborne) ocorreu no dia 20. Os condenados, mantidos na Torre de Londres, foram retirados de suas celas, amarrados a trenós e puxados por cavalos pelas ruas de Londres. Ao chegar a um cadafalso especialmente erguido em St. Giles 'Field, perto de Holborn, eles foram enforcados, puxados e esquartejados. Depois disso, o carrasco distribuiu as partes de seus corpos para locais de destaque da cidade para alertar a todos sobre as consequências da deslealdade ao monarca. A carta final de Babington para seu amigo e traidor, Poley ("adeus, doce Robyn ...") é um dos documentos mais surpreendentemente comoventes do caso.